# Ед Ольчик
Едвард Волтер Ольчик, мол. (англ. Edward Walter Olczyk, Jr.; 16 серпня 1966, м. Чикаго, США) — американський хокеїст польського походження, лівий нападник. Після завершення кар'єри — тренер.
Виступав за «Чикаго Блекгокс», «Торонто Мейпл-Ліфс», «Вінніпег Джетс», «Нью-Йорк Рейнджерс», «Лос-Анджелес Кінгс», «Піттсбург Пінгвінс», «Чикаго Вулвс» (ІХЛ).
В чемпіонатах НХЛ — 1031 матч (342+452), у турнірах Кубка Стенлі — 57 матчів (19+15).
У складі національної збірної США учасник зимових Олімпійських ігор 1984 (6 матчів, 2+5); учасник чемпіонатів світу 1985, 1986, 1987, 1989 і 1993 (39 матчів, 14+19); учасник Кубка Канади 1984, 1987 і 1991 (19 матчів, 2+10).
За походженням поляк, включений до Національної зали польсько-американської спортивної слави.
Досягнення
- Володар Кубка Стенлі (1994)
- Фіналіст Кубка Канади (1991)

Нагороди
- Член Зали слави американського хокею (2012)

Тренерська кар'єра
- Головний тренер «Піттсбург Пінгвінс» (2003-04, 2005-06 НХЛ).